# El Pedroso
El Pedroso é um município da Espanha na província de Sevilha, comunidade autónoma da Andaluzia, de área 314 km² com população de 2259 habitantes (2007) e densidade populacional de 7,32 hab/km².

## Demografia
| Variação demográfica do município entre 1991 e 2004 | Variação demográfica do município entre 1991 e 2004 | Variação demográfica do município entre 1991 e 2004 | Variação demográfica do município entre 1991 e 2004 |
| --------------------------------------------------- | --------------------------------------------------- | --------------------------------------------------- | --------------------------------------------------- |
| 1991                                                | 1996                                                | 2001                                                | 2004                                                |
| 2395                                                | 2403                                                | 2351                                                | 2300                                                |